# Aaron Wan-Bissaka
Aaron Wan-Bissaka (* 26. listopadu 1997 Croydon) je anglický profesionální fotbalista, který hraje na pozici pravého obránce za klub hrající anglickou Premier League Manchester United.
Wan-Bissaka zahájil svoji profesionální kariéru v londýnském klubu Crystal Palace a stal se klubovým hráčem roku v sezóně 2018/19. V roce 2019 přestoupil do Manchesteru United s poplatkem za přestup okolo 45 milionů £, přičemž se částka mohla vyšplhat až na 50 milionů £ kvůli potenciálním bonusům.
Je konžského původu a v roce 2015 se objevil v reprezentaci DR Konga do 20 let. Od roku 2018 reprezentoval svoji rodnou zemi, Anglii, na úrovních do 20 a do 21 let.

## Mládí
Wan-Bissaka se narodil v Croydonu ve Velkém Londýně, navštěvoval zde katolickou základní školu Good Shepherd.

## Klubová kariéra

### Crystal Palace

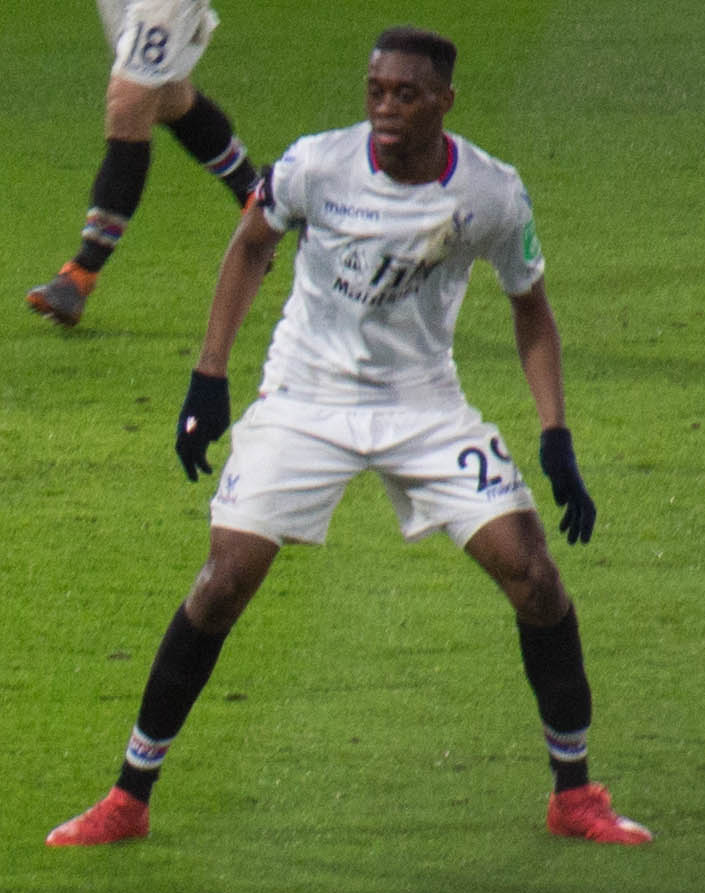
Wan-Bissaka hrající za Crystal Palace (2018)

Wan-Bissaka byl členem akademie Crystal Palace již od svých 11 let, kde začínal na pozici křídelníka. V prosinci 2016 podepsal s klubem profesionální smlouvu.
Na předsezónním turnaji v létě 2017 začal Wan-Bissaka nastupovat s A-týmem pod novým manažerem Frankem de Boerem. Nizozemský trenér hrál formaci s krajními obránci a tato pozice umožňovala využít Wan-Bissakovy obranné schopnosti, což nakonec vedlo k přechodu pozice z křídelníka na krajního obránce. V první polovině sezóny však De Boer upřednostňoval Timothyho Fosu-Mensaha a Martina Kellyho na pozici pravého krajního obránce, nově příchozí manažer Roy Hodgson pak upřednostňoval Joela Warda. V několika zápasech se podíval alespoň na lavičku prvního týmu, ale hrál především za tým do 23 let.
Wan-Bissaka debutoval v prvním týmu Crystal Palace 25. února 2018 v zápase Premier League proti Tottenhamu Hotspur v Selhurst Parku, který vyústil v porážku 1:0. V březnu odehrál téměř celé čtyři zápasy a získal ocenění pro klubového hráče měsíce se 65% hlasů fanoušků.
20. srpna 2018 byl Wan-Bissaka vyloučen při prohře 2:0 s Liverpoolem za faul na Mohameda Salaha, čímž mu zhatil jasnou gólovou příležitost. Byl jmenován klubovým hráčem za měsíce srpen, září, říjen a březen. Dne 30. dubna 2019 byl Wan-Bissaka za své dobré výkony po celou sezónu jmenován hráčem roku Crystal Palace.

### Manchester United
29. června 2019 přestoupil do Manchesteru United s poplatkem za přestup okolo 45 milionů £, přičemž se částka mohla vyšplhat až na 50 milionů £ kvůli potenciálním bonusům, v klubu podepsal smlouvu na pět let. Stal se tak šestým nejdražším obráncem všech dob a nejdražším anglickým hráčem, který neodehrál v době přestupu v anglické reprezentaci ani minutu.
11. srpna 2019 debutoval v dresu Manchesteru United a odehrál celých 90 minut vítězství 4:0 nad Chelsea. Ve své první sezóně v Manchesteru United dosáhl nejvyššího počtu obranných zákroků v Premier League 2019/20. 17. října 2020, při výhře United 4:1 nad Newcastlem United, vstřelil první gól své profesionální kariéry. 2. února 2021 vstřelil Wan-Bissaka úvodní gól rekordní výhry United 9:0 nad Southamptonem.

## Reprezentační kariéra
Wan-Bissaka se narodil v Anglii a má konžský původ. 7. října 2015 se Wan-Bissaka poprvé objevil v reprezentaci Demokratické republiky Kongo do 20 let při přátelské prohře 8:0 s Anglií U17. V březnu 2018 byl povolán do mládežnické reprezentace Anglie do 20 let. Během svého debutu proti Polsku byl vyloučen.
Wan-Bissaka byl poprvé povolán do Anglické reprezentace do 21 let v září 2018 a debutoval 6. září, kdy odehrál celý zápas proti Nizozemsku na Carrow Road. 27. května 2019 byl Wan-Bissaka zařazen do anglického 23členného výběru pro Mistrovství Evropy do 21 let 2019. Na turnaji odehrál jediný zápas, v zápase proti Francii vstřelil vlastní gól.
V srpnu 2019 obdržel Wan-Bissaka první pozvánku do seniorského týmu na zápasy kvalifikace na Euro 2020 proti Kosovu a Bulharsku, ale kvůli zranění zad byl nucen z týmu odstoupit.

## Statistiky

### Klubové
K 7. březnu 2021
| Klub              | Sezóna  | Liga           | Liga   | Liga | FA Cup | FA Cup | EFL Cup | EFL Cup | Evropské poháry | Evropské poháry | Celkem | Celkem |
| Klub              | Sezóna  | Liga           | Zápasy | Góly | Zápasy | Góly   | Zápasy  | Góly    | Zápasy          | Góly            | Zápasy | Góly   |
| ----------------- | ------- | -------------- | ------ | ---- | ------ | ------ | ------- | ------- | --------------- | --------------- | ------ | ------ |
| Crystal Palace    | 2016/17 | Premier League | 0      | 0    | 0      | 0      | 0       | 0       | —               | —               | 0      | 0      |
| Crystal Palace    | 2017/18 | Premier League | 7      | 0    | 0      | 0      | 0       | 0       | —               | —               | 7      | 0      |
| Crystal Palace    | 2018/19 | Premier League | 35     | 0    | 1      | 0      | 3       | 0       | —               | —               | 39     | 0      |
| Crystal Palace    | Celkem  | Celkem         | 42     | 0    | 1      | 0      | 3       | 0       | —               | —               | 46     | 0      |
| Manchester United | 2019/20 | Premier League | 35     | 0    | 2      | 0      | 4       | 0       | 5               | 0               | 46     | 0      |
| Manchester United | 2020/21 | Premier League | 26     | 2    | 2      | 0      | 2       | 0       | 8               | 0               | 38     | 2      |
| Manchester United | Celkem  | Celkem         | 61     | 2    | 4      | 0      | 6       | 0       | 13              | 0               | 84     | 2      |
| Celkem            | Celkem  | Celkem         | 103    | 2    | 5      | 0      | 9       | 0       | 13              | 0               | 130    | 2      |

## Ocenění
Individuální
- Mladý hráč roku Crystal Palace: 2017/18[34]
- Hráč roku Crystal Palace: 2018/19[17]
- Sestava sezóny Evropské ligy UEFA – 2020/21[35]